# ウィルソンサイクル
ウィルソンサイクル（Wilson cycle）とは、海洋底や大陸の分裂や形成を繰り返すサイクルのこと。カナダの地質学者のツゾー・ウィルソンによる提唱をきっかけに生まれた概念。

## 概念の誕生
ウィルソンサイクルは、大陸移動説を基にしてウィルソンによって提唱された概念である。まず、アルフレート・ヴェーゲナーの大陸移動説、海洋底拡大説では、大陸は動き、分裂すること、また、海洋底が形成されることが証明された。ウィルソンは、これに大きく関連するプレートテクトニクスの理論を、トランスフォーム断層の概念によって説明し、成立に大きく貢献した。以上のいくつかの概念・理論を発展させることによって、ウィルソンサイクルという概念は誕生した。

## 海洋底と大陸の分裂と形成
ウィルソンサイクルにおいて、海洋底や大陸の分裂や形成は、地殻の内側にあるマントルと硬い表層部であるプレートの動きによってもたらされている。基本的な大陸・海洋の分裂・形成の流れは以下のようなものである。
1. 大陸下のマントルの上昇流により、大陸に断裂が出来る。
2. やがて2つに断裂し、この分裂が進むと海洋プレートが出来、海洋が形成される。
3. 海洋プレートは海嶺によって生産が継続され、海洋が拡大する。
4. 大陸プレートが移動し続けることにより、大陸プレートと海洋プレートとの間に断裂が出来る。
5. やがて軽くてマントルに沈み込めない大陸プレートの下に海洋プレートが沈み込み、列島や山脈が出来る。
6. 海溝から海嶺が沈み込み、海洋底の生産が止まる。
7. 海洋の生産が終わることで、海洋が縮小し、大陸どうしが接近する。
8. 海洋が消滅、大陸が衝突し、山脈が形成される。

この過程が繰り返されることで、大陸の形成と消滅が起こっていると考えられ、この繰り返される流れのことをウィルソンサイクルと呼んでいる。

## ウィルソンサイクルの一例
実例として、超大陸・パンゲア大陸が形成されてから更に現在に至るまでの大陸の動きを挙げる。
- ローレンシア大陸とバルティカ大陸が衝突しユーラメリカ大陸となる。
- ゴンドワナ大陸がユーラメリカ大陸と衝突する。
- カザフ大陸（カザフスタニア）、シベリア大陸がユーラメリカ大陸に衝突する。（ローラシア大陸の形成）
- すべての大陸がつながり超大陸パンゲアが誕生する。
- ゴンドワナの一部、アフリカ大陸に結合していた南極大陸、オセアニア大陸、インド亜大陸が分裂していきインド洋が形成されていく。（ゴンドワナ大陸の分裂開始）
- 大西洋が生じて広がり、北米大陸、南米大陸、ヨーロッパ大陸（ユーラシア大陸)、アフリカ大陸とが分裂。（ローラシア大陸とゴンドワナ大陸の完全分裂）
- インド亜大陸がアジア大陸（ユーラシア大陸）に衝突する。

パンゲアは、今から2億年ほど前に誕生したと考えられている。そしてこの後、再び分裂を繰り返し、現在の形に至ったと考えられている。このことは、北米大陸・南米大陸東海岸線とヨーロッパ大陸（ユーラシア大陸西部）・アフリカ大陸西海岸線とが、ほぼ一致することからも裏付けられている。超大陸が誕生すると、その下にあるマントルの熱の放出が妨げられる。それによって、マントルの上昇流が超大陸の下に集中し、再び大陸が断裂していく。これをブランケット効果と呼ぶ。これにより、海洋が誕生、新たな大陸が形成される。
超大陸は3～4億年の周期で離合集散を繰り返しているとされ、上記で挙げた超大陸（パンゲア）の他、「ゴンドワナ大陸」が約6億年前に、「ロディニア大陸」が約10億年前に誕生したと推定されている。また、このような大陸の衝突や分裂によって出来た地形として、上記のパンゲア大陸形成において各大陸が衝突した際に形成されたアパラチア山脈や、今現在アフリカ大陸がヨーロッパ大陸へ衝突していく際に形成されているヨーロッパアルプス山脈、インド亜大陸がアジア大陸に衝突した際に形成されたヒマラヤ山脈などが例として挙げられる。